# Dodici Giorni di Natale
I cosiddetti Dodici Giorni (o Dodici Notti) costituiscono, come stabilito nel 567 dal Concilio di Tours, il periodo religioso e festivo che intercorre tra il Natale (25 dicembre) e l'Epifania (6 gennaio) solitamente considerata il Tredicesimo Giorno (ma - dato che il calcolo può differire da Paese a Paese - talvolta anche il dodicesimo, se si inizia a contare dal 26 dicembre).

## Origini
Gli studiosi di folclore hanno spesso attribuito ai Dodici Giorni di Natale un'origine pagana, derivata da festività germaniche. Pare però si tratti più semplicemente di un tentativo della Chiesa di unire il Natale all'Epifania.

## Prescrizioni religiose
Secondo le prescrizioni religiose, i Dodici Giorni di Natale dovrebbero essere un periodo di astensione dal lavoro e dal divertimento.

## Superstizioni e tradizioni popolari legate al periodo
Al periodo sono legate molte tradizioni e superstizioni popolari.
In Germania, le dodici notti del periodo vengono chiamate Zwölf Rau(c)hnächte, ovvero "Dodici notti fumose", notti caratterizzate dalla comparsa di spiriti maligni, dai quali bisognava difendersi con maschere, rumore e, appunto, accensione di suffumigi (da cui il termine).
Sempre in ambito germanico, si credeva inoltre che in queste notti si svolgesse la cosiddetta Caccia Selvaggia guidata dal dio Odino.
In Grecia fanno invece la loro comparsa i mostri noti come kallikantzaroi.
In alcune zone dell'Inghilterra, dove pure si riteneva che si trattasse di un periodo infestato dagli spiriti maligni, vigeva, per questo motivo, il divieto di filare.

## Nella cultura
- Ai Dodici Giorni di Natale è ispirata la celebre canzone natalizia The Twelve Days of Christmas, canto originario dell'Inghilterra e risalente almeno al XVIII secolo.[6][7]
- Il titolo dell'opera di William Shakespeare La dodicesima notte fa riferimento ai dodici giorni di Natale.